# Gaiares
Gaiares est un jeu vidéo de shoot them up sorti en 1990 sur Mega Drive. Le jeu a été développé par Telenet Japan puis édité par Renovation Products.

## Système de jeu
En l'an 3000 la Terre est devenu un dépotoir toxique ravagé par les humains imprudents, laissant une zone inhabitable. Un groupe de pirates de l'espace nommer Gulfer, dirigée par le maléfique Reine ZZ Badnusty, leur ambition récolter la pollution afin de créer des armes de destruction massives. Le United Star Cluster de Leezaluth décide d'envoyer Dan Dare (Diaz dans l'original japonais), un jeune pilote de la Terre a été choisi pour être le pilote d'un nouveau navire de combat appelé le Système TOZ pour lutter contre les pirates.